# Triomftocht van het beeld door Roermond
De Triomftocht van het beeld door Roermond is een schilderij van Albin Windhausen in het Historiehuis in Roermond.

## Voorstelling
Het stelt het moment voor dat het genadebeeld van Onze Lieve Vrouwe in 't Zand in een grote processie van de Sint-Christoffelkathedraal teruggebracht wordt naar de Kapel in 't Zand, waar het beeldje bewaard wordt. Het bevindt zich op een troon boven op een koets die getrokken wordt door zes schimmels. De straat – vermoedelijk de Varkensmarkt – is uitbundig versierd met Nederlandse vlaggen en oranje wimpels. Op de achtergrond is de kathedraal te zien en op de voorgrond een aantal personen, waarvan enkele in historisch kostuum. De schilder heeft een hoog standpunt genomen, zodat de hele processie te zien is. Om het Mariabeeld duidelijk herkenbaar te laten zijn heeft hij deze veel groter afgebeeld dan dat deze in werkelijkheid is.
De processie vond plaats in 1885 tijdens het 450-jarige jubileum van de vinding van het beeldje door de Poolse herder Wendelinus. Op een van de versiersels rechts is het jaartal ‘[1]885’ te lezen. Het schilderij maakt deel uit van een serie van acht voorstellingen uit de geschiedenis van de Kapel in 't Zand. Windhausen maakte deze serie ter gelegenheid van het 500-jarige jubileum in 1935. De serie volgt een min of meer chronologische volgorde. De laatste twee schilderijen in deze serie zijn echter verwisseld. De Triomftocht van het beeld door Roermond is het zevende schilderij in deze serie; het 8e en laatste schilderij is de Kroning van het Mariabeeld, die plaatsvond in 1877.

## Toeschrijving en datering
Het schilderij is rechtsonder gemonogrammeerd en gedateerd ‘AW / 1935’.

## Herkomst
Het werk werd in 1935 geplaatst in een van de acht kapelletjes die speciaal hiervoor gebouwd werden, in het Kruiswegpark vlak bij de Kapel in 't Zand. De schilderijen zouden in de zomermaanden te zien zijn. In de winter werden ze in een schuur naast het park opgeslagen. Aan het kapelletje is een tekstbordje bevestigd. Volgens dit bordje is het kapelletje in 1935 opgericht door de bedevaart van Breda. In 2008-2009 werden de acht schilderijen gerestaureerd door Edwina Brinckmann-Rouffaer. Hierna werden de schilderijen overgebracht naar het Historiehuis. In 2010 werden fotografische reproducties op ware grootte geplaatst in de kapelletjes.